# Indonésie na Letních olympijských hrách 2000
Indonésie se účastnila Letní olympiády 2000.

## Medailisté
| Medaile | Jméno                         | Sport     | Soutěž          |
| ------- | ----------------------------- | --------- | --------------- |
| Zlato   | Tony Gunawan Candra Wijaya    | Badminton | muži čtyřhra    |
| Stříbro | Trikus Haryanto Minarti Timur | Badminton | smíšená čtyřhra |
| Stříbro | Hendrawan                     | Badminton | muži dvouhra    |
| Stříbro | Raema Lisa Rumbewasová        | Vzpírání  | ženy do 48 kg   |
| Bronz   | Sri Indriyaniová              | Vzpírání  | ženy do 48 kg   |
| Bronz   | Winami Binti Slametová        | Vzpírání  | ženy do 53 kg   |